# Младенов, Стойчо
Стойчо Младенов (болг. Стойчо Димитров Младенов; род. 12 апреля 1957, Плоски, Болгария) — болгарский футболист; тренер. Заслуженный мастер спорта Болгарии (1980).

## Биография
Начинал карьеру в клубе «Димитровград». В 1980 году перешёл в софийский ЦСКА. В своём дебютном сезоне стал чемпионом Болгарии. Всего 4 раза побеждал в этом турнире. В 1986 году уехал во Португалию и стал игроком клуба «Белененсеш». Позже играл в других португальских клубах, в которых получил и тренерскую практику. После окончания карьеры стал футбольным тренером.

## Достижения
Как игрока
ЦСКА (София)
- Чемпион Болгарии (4): 1979/80, 1980/81, 1981/82, 1982/83
- Обладатель Кубка Болгарии (2): 1983, 1985

Как тренера
ЦСКА (София)
- Чемпион Болгарии (2): 2003, 2008